# ويسلي غونزاليس
ويسلي غونزاليس مواليد 27 يوليو 1980 في مانيلا، هو لاعب كرة سلة فلبيني سابق. بدأ مسيرته الاحترافية في سنة 2004. يبلغ طوله 6 قدم 4 بوصة (1.9 م). اعتزل اللعب في 2014.

## المسيرة الاحترافية
لعب مع باراكو بول إنرجي من سنة 2004 إلى 2006، ثم لعب مع سان ميغيل بيرمن من سنة 2006 إلى 2009، ثم لعب مع باوريد تايغرز في موسم 2009–2010، ثم لعب مع باراكو بول إنرجي في موسم 2010–2011، ثم لعب مع ألاسكا أيسز في موسم 2011–2012، ثم لعب مع ستار هوتشوتز في موسم 2012–2013، ثم لعب مع باراكو بول إنرجي في موسم 2013–2014.